# San Piero in Campo
San Piero in Campo è una frazione del comune italiano di Campo nell'Elba, nella provincia di Livorno, in Toscana.

## Toponimo
Nei documenti medievali il paese è riportato come Sancto Petro ad Campum. La derivazione del toponimo è dovuta alla Chiesa dei Santi Pietro e Paolo, unico esempio di chiesa romanica a due absidi presente sull'isola.

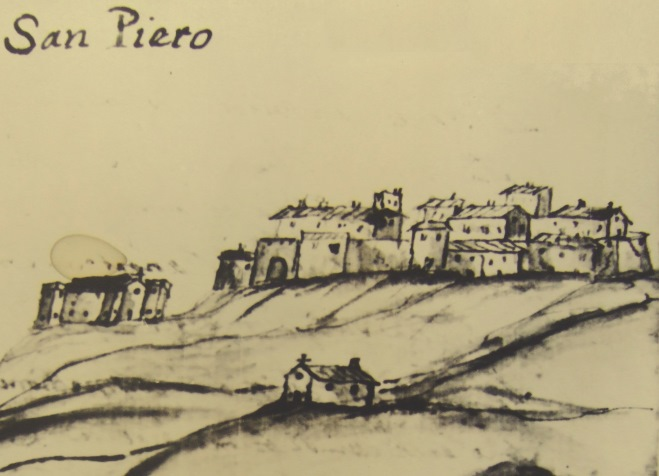
San Piero in un disegno di Antonio Sarri (1728-1732)

## Storia
Tombe villanoviane «a pozzetto» sono state rinvenute nel circondario del paese, ossia a Pozzóndoli e alla Batinca; in quest'ultima località, presso la cosiddetta Chiusa di Patacchille (soprannome del possidente Giuseppe Spinetti), intorno al 1935 fu rinvenuta un'urna cineraria biconica.
Sull'altura di Castiglione di Campo, a valle dell'attuale paese, sorgeva invece un piccolo oppidum d'età etrusca, in diretto rapporto visivo con l'altra fortezza d'altura del Monte Castello presso l'abitato di Procchio.
Nell'estremo settore orientale dell'abitato, in località Piana Santa, tra 1999 e 2000 furono rinvenute sette sepolture medievali e frammenti di vasellame a vernice nera ascrivibili al III secolo a.C. Una tradizione letteraria del XVIII secolo descriverebbe l'esistenza di un tempio d'età romana dedicato al dio Glauco, protettore degli antichi naviganti, sull'area dell'attuale paese occupata dalla Chiesa dei Santi Pietro e Paolo, nel 1569 trasformata in fortezza con due bastioni. Secondo alcune ipotesi, il particolare assetto urbanistico di quello stesso settore del paese (il cosiddetto Vicinato Lungo) testimonierebbe un impianto d'età romana. All'età medievale risale invece la suddivisione dei piccoli rioni del paese: Borgo, Botte e Brunello, insieme ad alcuni toponimi come Arringo (dal longobardo hring, «luogo aperto»), Batinca («terreno dell'abate»), entrambi localizzati presso le Piane del Canale, e Castaldinco (dal longobardo kastald, «amministratore terriero»).
Il 20 novembre 1943 San Piero fu interessato da un rastrellamento (che coinvolse anche i paesi di Marciana, Poggio e Sant'Andrea) organizzato dalla Wehrmacht.

## Mineralogia
L'area di San Piero in Campo, ricca di filoni pegmatitici contenenti splendide tormaline e berilli, è stata studiata da numerosi geologi a partire dal 1825, tra cui Ottaviano Targioni Tozzetti, Giovanni D'Achiardi, Raffaello Foresi e Luigi Celleri; si tratta infatti di una delle zone europee con maggiori concentrazioni di tali preziosi minerali. Nel territorio si trovano numerose formazioni rocciose granodioritiche tra cui Cote Pinzuta, Cote di Trana, Cote Lisce, Cote dell'Orbo, Cote alla Scopa, Pietra Murata, Sasso, Sasso Grosso, Tozza al Pròtano, Tozz'i Carletto, Tozze.

### I giacimenti
- Grottadoggi (nel Medioevo Grotte Giorge, dal latino gurges, «torrente»)

Il sito fu scavato a partire dal 1825. Scrisse Ottaviano Targioni Tozzetti: «Ma il sig. tenente Giovanni Ammannati, essendo di guarnigione a Porto-Ferrajo nell'isola dell'Elba, guidato da un genio virtuoso di conoscere le bellezze che la Natura ha sparse in genere di minerali nella detta isola (...) si è preso la cura di fare scavare e di raccogliere, e così far conoscere, queste singolari bellezze che ha ritrovate in un masso di granito in uno scopeto a San Pietro a Campo in luogo detto Grotta d'Oggi, in un fondo o possessione appartenente al reverendissimo prete sig. Raffaello Pisani, dal quale il sig. tenente il detto masso comprò il dì 6 maggio 1825; il qual masso era di 44 braccia di circonferenza, e la maggiore altezza, verso tramontana, di 20 braccia.»
- Filone della Speranza

Situato in località Fonte del Prete presso San Piero in Campo, fu così chiamato intorno al 1850 dal comandante Giuseppe Pisani (1808-1885) poiché, come scrisse il geologo Igino Cocchi, «...dopo avere lavorato altrove con poca sorte, si riprometteva da questa miglior fortuna.». Al suo interno furono rinvenuti numerosi esemplari di pollucite. Dopo alcuni anni di abbandono, lo scavo del Filone della Speranza fu ripreso nel 1905 e nel 1906 dall'ingegner Giulio Pullé.
- Masso Foresi

I lavori di scavo intrapresi al Masso di Fonte del Prete (denominato Masso Foresi in riferimento a Raffaello Foresi) iniziarono il 25 gennaio 1872 e terminarono alla metà di aprile dello stesso anno. In tale periodo vi furono scoperti numerosi minerali: la foresite (descritta come una nuova zeolite nel 1874, ma in realtà un insieme di stilbite e cookeite), l'heulandite, la cabasite e la natrolite. Dal Masso Foresi furono estratte le grandi geodi chiamate Quattro Evangelisti.

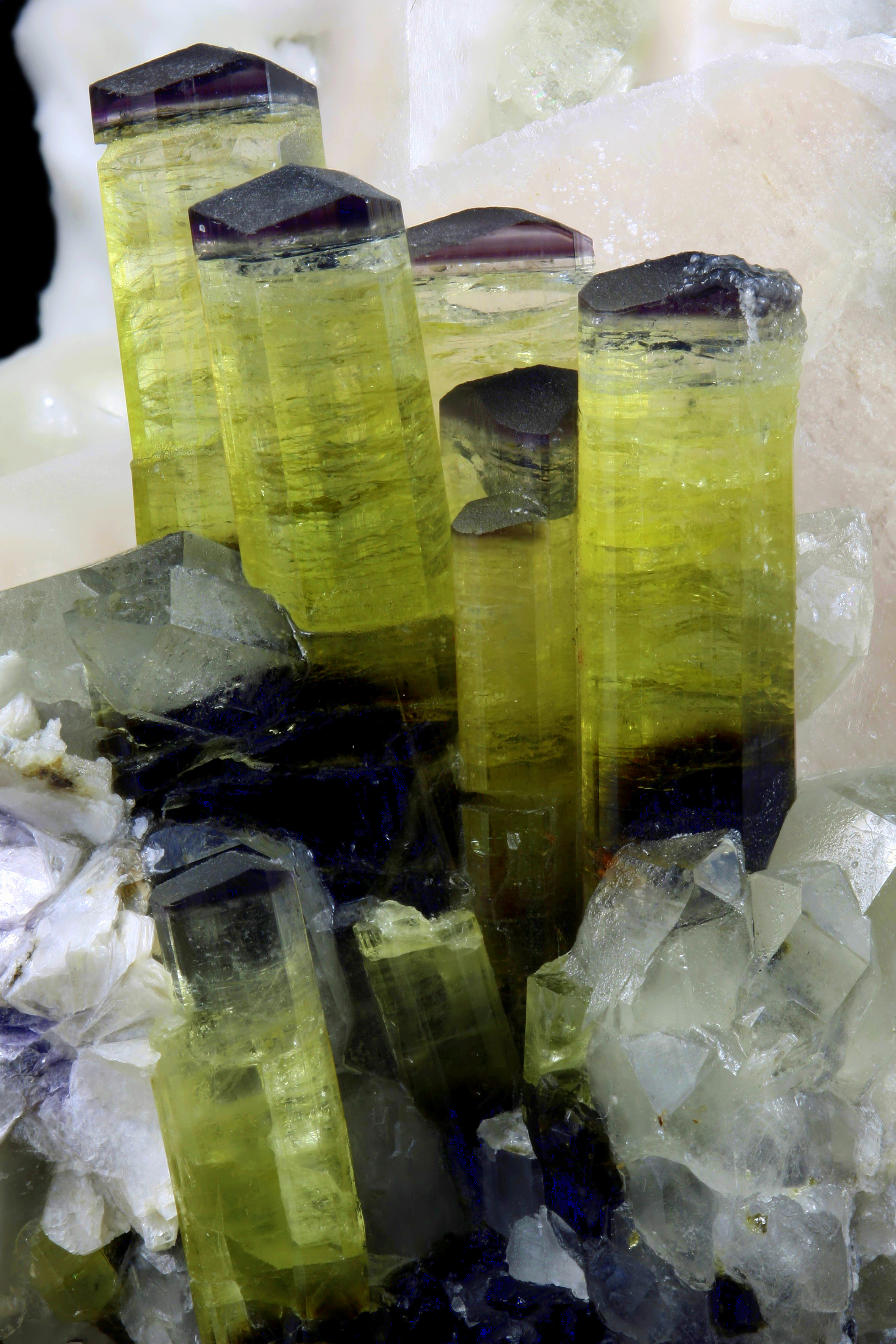
Celleriite da San Piero in Campo

## Museo mineralogico e gemmologico Luigi Celleri
Il Museo, intitolato a Luigi Celleri, accoglie una ricca collezione di minerali e cristalli rinvenuti nel comprensorio di San Piero in Campo: elbaite, celleriite, tormalina policroma, cristalli di ortoclasio e albite, berillo acquamarina insieme a campioni provenienti dal settore minerario dell'Elba orientale (ilvaite, pirite e oligisto).

## Monumenti e luoghi d'interesse
- Museo mineralogico e gemmologico Luigi Celleri
- Sito protostorico di Chiusa Borsella
- Sito megalitico dei Sassi Ritti
- Necropoli villanoviana dello Spino
- Chiesa dei Santi Pietro e Paolo
- Bastioni della Fortezza di San Nicolò
- Cappella di San Rocco (edificata nel 1631)
- Cappella della Madonna delle Grazie (XVIII secolo)
- Cappella della Madonna del Buon Consiglio (XVIII secolo)
- Muro di Patacchille (realizzato da Giuseppe Spinetti intorno al 1930)
- Caprile delle Macinelle (realizzato da Mamiliano Martorella intorno al 1930)
- Caprile di Pernocco
- Caprile della Tozz'i Carletto
- Caprile dei Tre Cerri
- Caprile della Tozza al Pròtano
- Cava medievale di San Piero in Campo
- Pieve di San Giovanni in Campo
- Trekking attrezzato Vie del Granito
- Trekking attrezzato Vie dei Pastori
- Piazzale dell'Astronomia, in località Le Piane, museo astronomico all'aperto e sito di eventi astronomici pubblici (presto in progetto un osservatorio), realizzato dall'Associazione Astrofili di San Piero
- Associazione Astrofili di San Piero, Via della Porta 1, San Piero in Campo